# Szalay Edit (színművész)
Szalay Edit (? – ) magyar színésznő.

## Életpályája
A  Színház- és Filmművészeti Főiskolán 1973-ban végzett, az osztályfőnöke Vámos László volt. Negyedévesként Blanche-t alakította A vágy villamosában, Tennessee Williams drámájában. Később a Madách Színházhoz szerződött. Francia férje oldalán hagyta el az országot a hetvenes évek második felében. Jelenleg Párizsban él.

## Színpadi szerepei
- Gorkij: Nyaralói – Julija Filippovna
- Bródy Sándor: A fejedelem asszonya
- Én, Bertolt Brecht
- William Shakespeare: Othello – Bianca[2] (1973)
- Abélard és Héloise – Héloise (1974)
- William Shakespeare: Hamlet – Színészkirályné (1977)[3]

## Filmjei
- Elkárhozott lelkek[4] (1975) – Fani Horn

### Tévéfilmek
- Jóban Rosszban (2010–2011) – Bezerédi Edit[forrás?]
- Don Juan és a kővendég (1978) – Tisbea
- A Táltosfiú és a világfa (1978) – Moonbeam
- Rejtekhely (1978) – Marie-Claire
- Kalaf és Turandot története (1978) – Adelma
- Mesék az Ezeregyéjszakáról (1976) – Sheila
- A halhatatlanság halála (1976) – Noÿs Lambent
- A vonatok reggel indulnak (1976) – Nő
- Molière: Tudós nők (1975) – Armanda
- Pirx kalandjai (1973)
- Trójai nők (1973) – Kasszandra
- Molière: Férjek iskolája (1972)
- Molière: Sganarelle, avagy a képzelt szarvak (1972)